# The Collection 1999-2006
The Collection 1999-2006 è la seconda compilation del gruppo musicale finlandese Sonata Arctica. Pubblicato dalla Spinefarm Records il 15 novembre 2006, contiene 17 tracce in CD più un DVD bonus a edizione limitata contenente tre brani, di cui due live.
Fra le 17 tracce vi sono anche i rifacimenti dei brani My Land e Replica, presenti nell'album d'esordio Ecliptica (1999).
Le due tracce live del DVD sono state registrate il 25 novembre 2004 al locale Tavastia di Helsinki.

## Tracce
Testi e musiche di Tony Kakko.
1. The Ruins Of My Life
2. 8th Commandment
3. Don't Say A Word
4. Victoria's Secret
5. Tallulah
6. Wolf & Raven
7. Black Sheep
8. Broken
9. Kingdom For A Heart
10. FullMoon
11. My Land (2006 re-make)
12. The Cage
13. Last Drop Falls
14. UnOpened
15. San Sebastian (Revisited)
16. Ain't Your Fairytale
17. Replica (2006 re-make)

DVD edizione speciale
1. Wolf & Raven – Videoclip
2. The Cage (Live at Tavastia)
3. Kingdom For A Heart (Live at Tavastia)